# James Wan
Ôn Tử Nhân, thường được biết đến với nghệ danh James Wan (tiếng Trung: 溫子仁, bính âm: Wēn Zǐrén; sinh ngày 27 tháng 2 năm 1977), là một nam nhà làm phim người Úc gốc Malaysia. Được gọi là ông vua của dòng phim kinh dị tại Hollywood, Wan nổi tiếng với tư cách là người sáng tạo ra các loạt phim kinh điển trong vũ trụ điện ảnh kinh dị, bao gồm Saw, Insidious và The Conjuring. Trong đó, thương hiệu The Conjuring của anh là thương hiệu kinh dị có doanh thu cao thứ nhì chỉ sau thương hiệu Godzilla với tổng doanh thu ước tính là hơn 2 tỷ USD. Ngoài ra, anh còn là người sáng lập ra hãng phim Atomic Monster Productions.
James Wan khởi đầu sự nghiệp của mình với thương hiệu Saw khi anh cho ra mắt bộ phim dài cùng tên đầu tiên của mình vào năm 2004. Thành công của tác phẩm đã giúp cho thương hiệu đầu tiên của anh thu về hơn 1 tỷ USD trên các phòng vé toàn cầu. Sau một khoảng thời gian trầm lắng khi những tác phẩm sau đó của anh đều thất bại cả về chuyên môn lẫn thương mại, Wan đã có bước đột phá thành công trong sự nghiệp của mình khi đã tạo nên thương hiệu Insidious, với việc anh làm đạo diễn cho hai phần phim đầu vào các năm 2010 và 2013. Tiếp nối thành công, Wan thực hiện hai phần phim đầu tiên của thương hiệu The Conjuring vào các năm 2013 và 2016, và sau đó bắt tay sản xuất các phần hậu truyện của thương hiệu này.
Song song với việc làm phim kinh dị, James Wan còn là chủ nhân của các bộ phim bom tấn gồm Fast & Furious 7 và Aquaman: Đế vương Atlantis. Cả hai bộ phim đều đạt doanh thu hơn 1 tỷ USD, giúp cho anh trở thành đạo diễn thứ tám có hai bộ phim đạt được kỷ lục này. Tính đến hết năm 2021, với các bộ phim của anh có tổng doanh thu hơn 3,7 tỷ USD, anh đứng thứ 16 trong danh sách các đạo diễn có doanh thu cao nhất mọi thời đại.

## Tiểu sử
Wan được sinh ra tại Kuching, Sarawak, Malaysia, và là người Malaysia gốc Hoa. Wan và gia đình sau đó chuyển tới sinh sống tại Perth, Úc khi anh mới bảy tuổi. Anh theo học tại trường Lake Tuggeranong College ở Canberra, trước khi chuyển đến Perth sinh sống sau khi học xong cao đẳng. Wan sau đó chuyển tới Melbourne để theo học tại Đại học RMIT.

## Danh sách phim

### Điện ảnh
| Năm  | Tựa đề                          | Vai trò  | Vai trò   | Vai trò    | Ghi chú |
| Năm  | Tựa đề                          | Đạo diễn | Sản xuất  | Biên kịch  | Ghi chú |
| ---- | ------------------------------- | -------- | --------- | ---------- | --- |
| 2003 | Saw 0.5                         | Có       | Không     | Cốt truyện | Phim ngắn |
| 2004 | Saw                             | Có       | Không     | Cốt truyện | Viết cốt truyện với Leigh Whannell                                                                                  |
| 2005 | Saw II                          | Không    | Điều hành | Không      | |
| 2006 | Saw III                         | Không    | Điều hành | Cốt truyện | Viết cốt truyện với Leigh Whannell                                                                                  |
| 2007 | Dead Silence                    | Có       | Không     | Cốt truyện | Viết cốt truyện với Leigh Whannell                                                                                  |
| 2007 | Death Sentence                  | Có       | Không     | Không      | |
| 2007 | Saw IV                          | Không    | Điều hành | Không      | |
| 2008 | Doggie Heaven                   | Có       | Không     | Có         | Phim ngắn Dựng phim với Joseph Hui                                                                                  |
| 2008 | Saw V                           | Không    | Điều hành | Không      | |
| 2009 | Saw VI                          | Không    | Điều hành | Không      | |
| 2010 | Saw 3D                          | Không    | Điều hành | Không      | |
| 2010 | Insidious                       | Có       | Không     | Không      | Dựng phim với Kirk Morri                                                                                            |
| 2013 | Ám ảnh kinh hoàng               | Có       | Không     | Không      | |
| 2013 | Quỷ quyệt 2                     | Có       | Không     | Cốt truyện | Viết cốt truyện với Leigh Whannell                                                                                  |
| 2014 | Annabelle                       | Không    | Có        | Không      | |
| 2015 | Demonic                         | Không    | Có        | Không      | |
| 2015 | Fast & Furious 7                | Có       | Không     | Không      | |
| 2015 | Quỷ quyệt 3                     | Không    | Có        | Không      | Vai diễn khách mời: Giám khảo vòng tuyển diễn viên                                                                  |
| 2016 | Ám ảnh kinh hoàng 2             | Có       | Có        | Có         | Biên kịch với Chad Hayes & Carey W. Hayes và David Leslie Johnson; Viết cốt truyện với Chad Hayes và Carey W. Hayes |
| 2016 | Ác mộng bóng đêm                | Không    | Có        | Không      | |
| 2017 | Annabelle: Tạo vật quỷ dữ       | Không    | Có        | Không      | |
| 2017 | Jigsaw                          | Không    | Điều hành | Không      | |
| 2018 | Quỷ quyệt: Chìa khóa quỷ dữ     | Không    | Có        | Không      | |
| 2018 | Ác quỷ ma sơ                    | Không    | Có        | Cốt truyện | Viết cốt truyện với Gary Dauberman                                                                                  |
| 2018 | Aquaman: Đế vương Atlantis      | Có       | Không     | Cốt truyện | Viết cốt truyện với Geoff Johns và Will Beall                                                                       |
| 2019 | Annabelle: Ác quỷ trở về        | Không    | Có        | Cốt truyện | Viết cốt truyện với Gary Dauberman                                                                                  |
| 2020 | The Conjuring: Ma xui quỷ khiến | Không    | Có        | Cốt truyện | Viết cốt truyện với David Leslie Johnson-McGoldrick                                                                 |
| 2021 | Hiện thân tà ác                 | Có       | Có        | Cốt truyện | Viết cốt truyện với Ingrid Bisu và Akela Cooper                                                                     |
| 2022 | M3GAN                           | Không    | Có        | Cốt truyện | Viết cốt truyện với Akela Cooper                                                                                    |
| 2023 | Aquaman và vương quốc thất lạc  | Có       | Có        | Không      | |
| 2024 | Bơi đêm                         | Không    | Có        | Không      | |

### Truyền hình
| Năm      | Tựa đề      | Vai trò  | Vai trò   | Vai trò   | Ghi chú           |
| Năm      | Tựa đề      | Đạo diễn | Sản xuất  | Biên kịch | Ghi chú           |
| -------- | ----------- | -------- | --------- | --------- | ----------------- |
| 2016–nay | MacGyver    | Có       | Điều hành | Không     | Tập: "The Rising" |
| 2019-nay | Swamp Thing | Không    | Điều hành | Không     |                   |

## Tiếp nhận
| Phim                 | Rotten Tomatoes | Metacritic | CinemaScore | Kinh phí      | Doanh thu       |
| -------------------- | --------------- | ---------- | ----------- | ------------- | --------------- |
| Saw                  | 48%             | 46         | C+          | 1.2 triệu USD | 103.1 triệu USD |
| Dead Silence         | 21%             | 34         | C+          | 20 triệu USD  | 22.2 triệu USD  |
| Death Sentence       | 20%             | 36         | C           | 20 triệu USD  | 17.0 triệu USD  |
| Insidious            | 66%             | 52         | B           | 1.5 triệu USD | 97.0 triệu USD  |
| The Conjuring        | 86%             | 68         | A-          | 20 triệu USD  | 318.0 triệu USD |
| Insidious: Chapter 2 | 38%             | 40         | B+          | 5 triệu USD   | 161.9 triệu USD |
| Furious 7            | 82%             | 67         | A           | 190 triệu USD | 1.506 tỷ USD    |
| The Conjuring 2      | 79%             | 65         | A-          | 40 triệu USD  | 320.4 triệu USD |